# Сандберг, Эрик
Эрик Густаф Сандберг (швед. Eric Gustaf Sandberg; 20 декабря 1884, Гётеборг — 3 декабря 1966, Гётеборг) — шведский яхтсмен, серебряный и бронзовый призёр летних Олимпийских игр.
На Играх 1908 в Лондоне соревновался в классе 8 метров. Его команда стала в итоге второй, выиграв одну гонку.
На следующей Олимпиаде 1912 в Стокгольме соревновался в классе 6 метров и его экипаж стал третьим.